# Shaftsbury
Shaftsbury ist eine Town im Bennington County des Bundesstaates Vermont in den Vereinigten Staaten mit 3598 Einwohnern (laut Volkszählung von 2020).

## Geografie

### Geografische Lage
Shaftsbury liegt westlich der Green Mountains in der Ebene, die zum Lake Champlain im Norden und dem Hudson River im Westen abfällt. Es ist weitgehend eben und weist weder bemerkenswerte Wasserläufe noch Anhöhen auf. Auf dem Gebiet der Gemeinde liegen allerdings zwei Seen, der Lake Shaftsbury im Norden und der Lake Paran im Süden. Beide werden touristisch und zum Sportfischen genutzt. Es bestehen zwei Siedlungskerne: Shaftsbury Center in der nördlichen Hälfte der Ortschaft und South Shaftsbury nahe der Südgrenze und in direkter Nachbarschaft zu North Bennington.

### Nachbargemeinden
Alle Angaben als Luftlinien zwischen den offiziellen Koordinaten der Orte aus der Volkszählung 2010.
- Norden: Arlington, 6,5 km
- Nordosten: Sunderland, 16,4 km
- Osten: Glastenbury, 15,4 km
- Südosten: Woodford, 15,2 km
- Süden: Bennington, 3,0 km
- Südwesten: Hoosick, New York, 15,7 km
- Westen: Cambridge, New York, 25,9 km
- Nordwesten: Jackson, New York, 19,2 km

### Klima
Die mittlere Durchschnittstemperatur in Shaftsbury liegt zwischen −7,2 °C (19 °Fahrenheit) im Januar und 20,6 °C (69 °Fahrenheit) im Juli. Damit ist der Ort gegenüber dem langjährigen Mittel der USA um etwa 10 Grad kühler. Die Schneefälle zwischen Oktober und Mai liegen mit über fünfeinhalb Metern knapp doppelt so hoch wie die mittlere Schneehöhe in den USA, die tägliche Sonnenscheindauer liegt am unteren Rand des Wertespektrums der USA.

## Geschichte
Shaftsbury war eine der frühen Landnahmen im heutigen Vermont. Es wurde am 20. August 1761 durch Benning Wentworth im Rahmen seiner New Hampshire Grants mit 23.040 acres (etwa 93 km²) an 61 Anteilseigner verkauft. Die Besiedlung begann ab 1763, ging aber wegen der Streitigkeiten zwischen den Bundesstaaten New York und New Hampshire um die Zuständigkeit des Landverkaufs zunächst nur schleppend voran.
Die Siedler Shaftsburys waren mehrheitlich auf Seiten New Hampshires bzw., nach dem Entscheid König Georg III. zugunsten von New York, für die Selbständigkeit des Gebietes als eigener Staat. Der Streit eskalierte, auch militärisch durch die Gründung von paramilitärischen Einheiten auf beiden Seiten. Die New Yorker sahen den Widerstand als Revolte an und erließen Haftbefehle gegen die führenden Köpfe des Aufstandes. So auch gegen den in Shaftsbury ansässigen Remember Baker, einem der Anführer der Paramilitärs auf Vermonter Seite, den Green Mountain Boys. 1772 versuchte eine Gruppe um einen der Siedler Shaftsburys, John Munroe, die Verhaftung durchzuführen und Baker aus seinem Haus in das zuständige Gericht in Albany zu überführen. Dabei wurde nicht nur Baker schwer verletzt, sondern auch dessen Frau und sein zwölfjähriger Sohn. Diese „Entführung“, als die sie von den Vermontern angesehen wurde, konnte durch eine rasch gebildete Gruppe von Bürgern Shaftsburys verhindert werden; sie heizte aber den Konflikt erheblich an. So wurden die vier Siedler und ihre Familien, die sich auf die Seite New York gestellt hatten, darunter Munroe, von ihrem Land vertrieben und flohen nach New York. Erst der Ausbruch des Unabhängigkeitskrieges ließ die Feindseligkeiten abschwellen, bis schließlich 1791 eine einvernehmliche Lösung zwischen New York und dem Vorgänger Vermonts, der Vermont Republic, gefunden werden konnte.
Da detaillierte Unterlagen aus der Gründungsphase fehlen kann nicht mehr genau gesagt werden, wann die konstituierende Stadtversammlung stattfand; bekannt ist nur, dass sie vor dem Unabhängigkeitskrieg stattfand. Die Gegend wurde in erster Linie landwirtschaftlich genutzt; Unterlagen von 1780 legen nahe, dass Shaftsbury als Versorger der Militäreinrichtungen im benachbarten Bennington diente.
Mit Eröffnung der Bahnstrecke Rutland–Hoosick Junction im Juli 1852 begann die Industrialisierung des Ortes. Eine große Zahl verschiedener Unternehmen siedelte sich in Shaftsbury an; so eine Eisengießerei und eine Werkzeugfabrik. Diese Unternehmen sind heute aber wieder verschwunden; der größte Arbeitgeber des Ortes ist, neben der Landwirtschaft, ein Unternehmen zur Betonherstellung, das auf dem Gebiet der Town eigene Sandgruben abbaut.

### Religionen
Shaftsbury war von Beginn seiner Gründung an mit einer Vielzahl von Glaubensrichtungen und -gemeinschaften besiedelt. Das rührte von einem Landeigner Shaftsburys, Samuel Robinson, her, der in Bennington residierte und dort der Leiter der kongretianonalen Gemeinde war. Er lud Neusiedler zunächst zu sich ein, um dort in einem Gespräch ihre religiösen Einstellungen kennenzulernen. Passten die zu seiner eigenen Einstellung, stellte er ihnen Land in Bennington zur Verfügung, alle Anderen ließ er in Shaftsbury siedeln. Eine erste baptistische Gemeinde entstand 1768, danach in rascher Folge mehrere weitere.
Heute ist in Shaftsbury nur noch eine Gemeinde der Methodisten, die Shaftsbury United Methodist Church, tätig.

### Einwohnerentwicklung
| Volkszählungsergebnisse – Town of Shaftsbury, Vermont | Volkszählungsergebnisse – Town of Shaftsbury, Vermont | Volkszählungsergebnisse – Town of Shaftsbury, Vermont | Volkszählungsergebnisse – Town of Shaftsbury, Vermont | Volkszählungsergebnisse – Town of Shaftsbury, Vermont | Volkszählungsergebnisse – Town of Shaftsbury, Vermont | Volkszählungsergebnisse – Town of Shaftsbury, Vermont | Volkszählungsergebnisse – Town of Shaftsbury, Vermont | Volkszählungsergebnisse – Town of Shaftsbury, Vermont | Volkszählungsergebnisse – Town of Shaftsbury, Vermont | Volkszählungsergebnisse – Town of Shaftsbury, Vermont |
| Jahr                                                  | 1700                                                  | 1710                                                  | 1720                                                  | 1730                                                  | 1740                                                  | 1750                                                  | 1760                                                  | 1770                                                  | 1780                                                  | 1790                                                  |
| ----------------------------------------------------- | ----------------------------------------------------- | ----------------------------------------------------- | ----------------------------------------------------- | ----------------------------------------------------- | ----------------------------------------------------- | ----------------------------------------------------- | ----------------------------------------------------- | ----------------------------------------------------- | ----------------------------------------------------- | ----------------------------------------------------- |
| Einwohner                                             |                                                       |                                                       |                                                       |                                                       |                                                       |                                                       |                                                       |                                                       |                                                       | 1.999                                                 |
| Jahr                                                  | 1800                                                  | 1810                                                  | 1820                                                  | 1830                                                  | 1840                                                  | 1850                                                  | 1860                                                  | 1870                                                  | 1880                                                  | 1890                                                  |
| Einwohner                                             | 1.895                                                 | 1.973                                                 | 2.022                                                 | 2.143                                                 | 1.835                                                 | 1.896                                                 | 1.936                                                 | 2.027                                                 | 1.887                                                 | 1.652                                                 |
| Jahr                                                  | 1900                                                  | 1910                                                  | 1920                                                  | 1930                                                  | 1940                                                  | 1950                                                  | 1960                                                  | 1970                                                  | 1980                                                  | 1990                                                  |
| Einwohner                                             | 1.857                                                 | 1.650                                                 | 1.534                                                 | 1.631                                                 | 1.577                                                 | 1.673                                                 | 1.939                                                 | 2.411                                                 | 3.001                                                 | 3.368                                                 |
| Jahr                                                  | 2000                                                  | 2010                                                  | 2020                                                  | 2030                                                  | 2040                                                  | 2050                                                  | 2060                                                  | 2070                                                  | 2080                                                  | 2090                                                  |
| Einwohner                                             | 3.767                                                 | 3.590                                                 | 3.598                                                 |                                                       |                                                       |                                                       |                                                       |                                                       |                                                       |                                                       |

## Kultur und Sehenswürdigkeiten

### Museen
Das Robert Frost Stone House Museum an der Vermont State Route 7A bewahrt ein Wohnhaus des Dichters Robert Frost. Frost liegt auf dem Friedhof im benachbarten North Bennington.

### Parks
Der Lake Shaftsbury State Park, um den namensgebenden Lake Shaftsbury gelegen, ist als Erholungszentrum mit Campingplatz und Badestrand eingerichtet.

## Wirtschaft und Infrastruktur

### Verkehr
Die Ortschaft ist durch die Vermont State Route 7A südlich an Bennington, nördlich an Manchester angebunden. Zudem quert im Südosten die Vermont State Route 7 das Gebiet.
Auf der Bahnstrecke Rutland–Hoosick Junction, die eine Station in South Shaftsbury unterhält, ist Güterverkehr möglich. Der Personenverkehr auf der Strecke ist seit 1953 eingestellt.

### Öffentliche Einrichtungen
Neben den üblichen städtischen Einrichtungen und der öffentlichen Grundschule sind in Shaftsbury keine öffentlichen Einrichtungen angesiedelt. Das nächstgelegene Krankenhaus, das Southwestern Medical Center, befindet sich in Bennington.

### Bildung
Shaftsbury gehört mit Bennington, North Bennington, Pownal und Woodford zur Southwest Vermont Supervisory Union.
In Shaftsbury sind zwei Grundschulen niedergelassen: Eine Öffentliche, die sechszügige Shaftsbury Elementary School, sowie eine private, achtzügige (Klassen 2 bis 9) Grundschule, die Green Mountains Mennonite school. Für weiterführende Schulbildung müssen die umliegenden Gemeinden, insbesondere das benachbarte Bennington, angefahren werden.

## Persönlichkeiten

### Söhne und Töchter der Stadt
- Henry Olin (1768–1837), Politiker und Vertreter des Bundesstaates Vermont im US-Repräsentantenhaus
- Justin Dwinell (1785–1850), Politiker und Vertreter des Bundesstaates New York im US-Repräsentantenhaus
- Jacob M. Howard (1805–1871), Politiker und Vertreter des Bundesstaates Michigan im US-Senat
- Abram B. Olin (1808–1879), Politiker und Vertreter des Bundesstaates New York im US-Repräsentantenhaus
- Harvey D. Williams (1864–1931), Ingenieur und Erfinder

### Persönlichkeiten, die vor Ort gewirkt haben
- Gideon Olin (1743–1823), Politiker und Vertreter des Bundesstaates Vermont im US-Repräsentantenhaus. Verbrachte in Shaftsbury seinen Lebensabend als Landwirt.
- Robert Frost (1874–1963), Dichter
- Alice Miller (* 1939), Politikerin. Lebt in Shaftsbury.